# دریاچه تورکانا

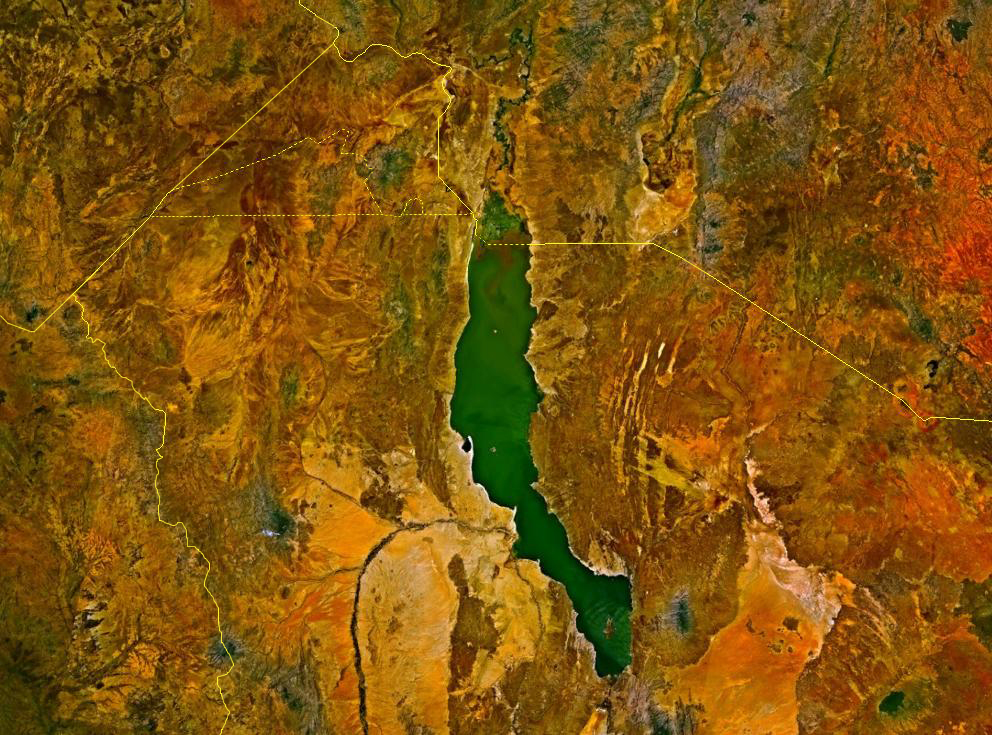
نمای ماهواره‌ای از دریاچه تورکانا

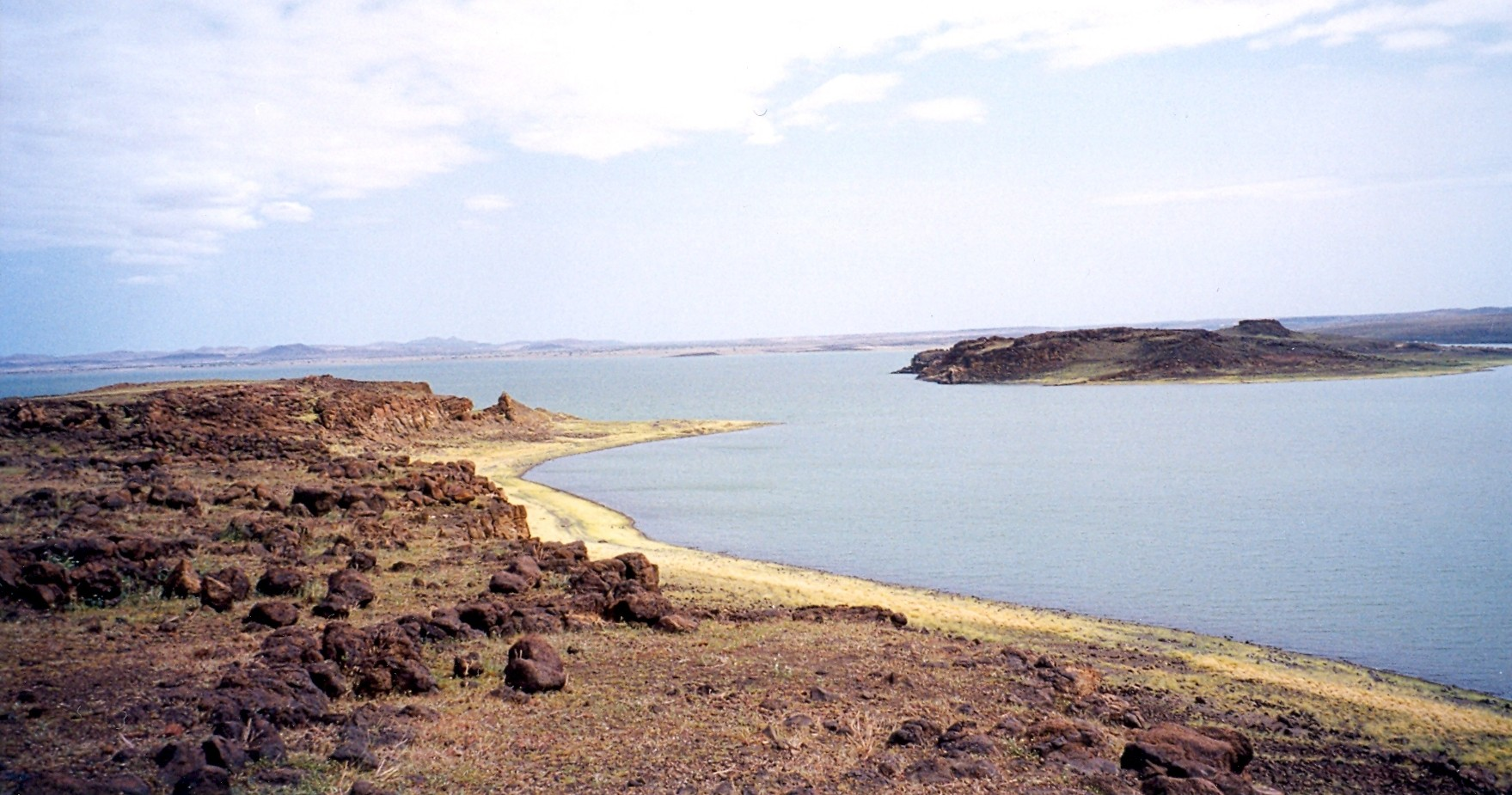
جزیرهٔ جنوبی در دریاچهٔ تورکانا

دریاچه تورکانا که پیشتر با نام دریاچه رودلف شناخته می‌شد چهارمین دریاچهٔ بزرگ شرق آفریقاست که با مساحتی بین ۶٬۴۰۵ تا ۶٬۴۷۵ کیلومترمربع در شمال غربی کنیا و جنوب غربی اتیوپی در شرق آفریقا در گریت ریفت ولی واقع شده‌است. بیشتر دریاچه در شمال کنیا قرار دارد و منتهی‌الیه شمالی آن تا اتیوپی کشیده شده‌است. ارتفاع دریاچهٔ تورکانا از سطح دریا ۳۷۵ متر است و ۲۴۸ کیلومتر طول و تنها بین ۱۶ تا ۳۲ کیلومتر عرض دارد. این دریاچه نسبتاً کم‌عمق است و بیشترین ژرفای ثبت شده برای آن ۷۳ متر بوده‌است.
رود اومو تنها رودخانه‌ای است که از اتیوپی به این دریاچه می‌ریزد اما دریاچهٔ تورکانا هیچ خروجی آبی ندارد و همین موضوع سبب شوری آب آن شده‌است. طوفان‌های ناگهانی رویدادی معمول در این ناحیه هستند که قایقرانی در دریاچه را با خطر مواجه می‌سازند. با این حال دریاچهٔ تورکانا ذخیره‌ای غنی از ماهیان دارد و ماهیگیری و گردشگری برای اقتصاد محلی از اهمیت فراوانی برخوردار است.
دریاچهٔ تورکانا زمانی به‌طور مشترک با دریاچه بارینگو (در جنوب) پهنهٔ آبی بزرگتری را تشکیل می‌دادند که آب آن از طریق رود سوبات به رود نیل می‌ریخت. اما تحرکات زمین در دوره پلیستوسن در حدود ۲٬۶۰۰٬۰۰۰ تا ۱۱٬۷۰۰ سال پیش باعث تشکیل دریاچه‌ای کوچک (تورکانا) با زهکشی مستقل داخلی شد. سه جزیرهٔ مهم درون دریاچه موسوم به شمالی، مرکزی و جنوبی جزایری آتشفشانی هستند.
کروکودیل و اسب آبی از جانوران عمدهٔ این دریاچه به‌شمار می‌آیند و پرندگانی همچون فلامینگو، قره‌غاز و مرغ ماهیخوار نیز در آنجا یافت می‌شوند. بیشتر مردمی که در صحرای نزدیک دریاچه زندگی می‌کنند گله‌دارانی چادرنشین هستند.
کنت ساموئل تلکی و ستوان لودویگ فون هوهنل در ۱۸۸۸ از این دریاچه بازدید کردند و آن را به افتخار ولیعهد اتریش رودلف نامیدند. با این حال دریاچه در خود کنیا، تورکانا نامیده می‌شد.